# Saint-Léger (Alpes Marítimos)
Saint-Léger é uma comuna francesa na região administrativa da Provença-Alpes-Costa Azul, no departamento Alpes Marítimos. Estende-se por uma área de 4,61 km², com 65 habitantes, segundo os censos de 1999, com uma densidade de 14 hab/km².